# Tuffy Gaber Arjona
Tuffy Gaber Arjona (Izamal, Yucatán, 9 de agosto de 1939) es un político mexicano, miembro del Partido Revolucionario Institucional, fue diputado federal y presidente municipal de Mérida.
Tuffy Gaber Arjona es ingeniero civil egresado de la Universidad Autónoma de Yucatán. Ocupó diversos cargos en el Ayuntamiento de Mérida, hasta 1989, cuando el alcalde constitucional, Carlos Ceballos Traconis, fue destituido por el Congreso de Yucatán bajo los cargos de malversación de fondos, correspondiéndole a él terminar el periodo. Fue el último presidente municipal príista de Mérida, pues a partir de su sucesora, Ana Rosa Payán, los alcaldes fueron miembros del Partido Acción Nacional, hasta que el año de 2010 su partido, el Revolucionario Institucional, recuperó el poder público en la capital del estado de Yucatán.
En 1994 fue elegido diputado federal a la LVI Legislatura por el IV Distrito Electoral Federal de Yucatán.